# Nicht Chicago. Nicht hier.
Nicht Chicago. Nicht hier. ist ein Jugendroman der deutschen Schriftstellerin Kirsten Boie (* 1950). Das Buch wurde erstmals 1999 im Verlag Friedrich Oetinger, Hamburg, veröffentlicht. Später erschien es auch im Deutschen Taschenbuch Verlag.
Es wird in Deutschland im Unterricht der Sekundarstufe I verwendet, um Gewalt unter Schülern zu thematisieren und über Mobbing aufzuklären.

## Inhalt
Karl ist neu in Niklas’ Klasse. Von Anfang an ist Karl seltsam, kalt und verschlossen. Jemand, von dem sich der zurückhaltende Niklas lieber fernhalten möchte, obwohl eine merkwürdige Anziehungskraft von ihm ausgeht. Frau Römer, die Geschichtslehrerin der beiden, teilt sie für ein Schulprojekt ein. Nachdem Karl bei Niklas war, fehlt eine CD. Schon bald ist Niklas sich sicher, dass Karl sie gestohlen hat. Schnell stellt er fest, dass das nicht alles ist, wozu Karl fähig ist. Später „borgt“ Karl sich das CD-ROM-Laufwerk von Niklas’ Vater Thomas. Doch als Niklas bei Karl zuhause ist, um es abzuholen, greift Karl ihn mit CS-Gas an. Das Laufwerk muss Niklas zurückkaufen und steht als Lügner da, weil ihm seine Eltern keinen Glauben schenken. Karl überfällt Niklas mehrmals. Doch dann geht er zu weit: Er stiehlt Niklas’ Kaninchen Rex. Erst als die Gewalt solch schlimme Ausmaße annimmt, glauben Niklas’ Eltern ihm und gehen zur Polizei. Doch als sie Anzeige erstatten wollen, bekommen sie nur zu hören, dass dies ein Bagatellfall sei, und dass sie keine richtigen Beweise hätten. Es steht Aussage gegen Aussage. Von der Polizei kann der verzweifelte Niklas also keine Hilfe gegen Karl erwarten. Jetzt kann die Familie nichts mehr gegen Karl und den Mitläufer Rocky unternehmen. Der einzige „Freund“ von Niklas ist Hendrik, aber der stellt eine Randfigur dar. Niklas’ Wut auf Karl wird im Laufe des Romans immer größer. In einem Telefonat zwischen Thomas und Frau Römer schlägt sie vor, dass Niklas auf die Realschule wechseln soll. Der Roman endet damit, dass Niklas’ Familie ein Schreiben vom Gericht bekommt. Ob sie gewonnen oder verloren haben, wird offengelassen.

## Erzählweise
Der Roman ist auf zwei Zeitebenen geschrieben. In der ersten (Fettdruck), bei der die Vergangenheit geschildert wird, liegt der Fokus auf Karl, seiner Gewalt und dem Leiden des Protagonisten Niklas. In der zweiten Zeitebene (Normaldruck) liegt der Fokus auf der Gegenwart, der Anzeige der Eltern bei der Polizei und der Entwicklung in der Familie. Beide Zeitachsen wechseln sich kontinuierlich ab. Die Handlung setzt beim Diebstahl des für Niklas sehr wichtigen Kaninchens Rexo ein. Diese Stelle bildet die Grenze zwischen den beiden Erzählebenen. Dieser Aufbau bewirkt, dass man den Täter gleich am Anfang kennenlernt und im gesamten Roman die Hauptaufmerksamkeit auf Niklas’ Gefühlen liegt.
Der ganze Roman wird von einem allwissenden Er-Erzähler erzählt, nur ganz am Anfang und ganz am Ende wechselt der Erzähler kurz in einen Ich-Erzähler. Kirsten Boie nutzt viele verschiedene Stilmittel, z. B. den Erzählbericht und die erlebte Rede. Außerdem hat der Roman einen offenen Schluss und niemand weiß, was aus Niklas und Karl wird.

## Hintergrund
Auf dem Buchrücken der Ausgabe von 1999 heißt es: „An deutschen Schulen wird mindestens eines von zehn Kindern ernsthaft schikaniert, und mehr als eines von zehn Kindern schikaniert andere. Vorrangig betroffen sind männliche Schüler zwischen dreizehn und fünfzehn Jahren. Schüler wie Niklas also, dessen leidvolle Geschichte Kirsten Boie in diesem Buch aufgezeichnet hat.“

## Figuren

### Niklas
Niklas ist eigentlich ein ganz normaler Siebtklässler. Vielleicht ist er noch ein wenig kindlich, da er gerne mit Lego-Technik spielt. Seine schulischen Leistungen sind eher schlecht als recht und er hat nur wenige Freunde. Als der neue Schüler Karl die Schule betritt, müssen sie auf Wunsch von Frau Römer, die die beiden direkt nebeneinander setzt, ein Geschichtsreferat vorbereiten. Ab dann wird Niklas von Karl und auch Rocky brutal gemobbt. Niklas zieht sich immer weiter zurück, wirkt stark introvertiert und hilflos und vertraut sich zunächst niemanden an. Seine schulischen Leistungen sinken immer weiter; einzig das Referat mit Karl führt zu einer guten Note. Niklas entspricht eigentlich keinem Klischee eines typischen Mobbingopfers, da er über keine körperlichen oder sozialen Auffälligkeiten verfügt. Boie will damit vielleicht zeigen, dass Mobbing jeden treffen kann.

### Karl
Karl ist kalt und unhöflich der neuen Klasse und seinen Mitmenschen gegenüber. Er mobbt Niklas, indem er ihn beklaut, beleidigt und verprügelt. Dabei wird er von seinem Freund Rocky unterstützt, der zum typischen Mitläufer wird. Das Motiv für Karls Taten ist unbekannt und schnell wird im Roman klar: Karl ist ein Macht- und Lustmobber. Er scheint aber intelligent zu sein, da er in der Schule gut mitkommt und in der Lage ist, all seine Taten so darzustellen, als trüge Niklas die Schuld daran, oder dass sie gar nicht stattgefunden hätten. So steht am Ende des Romans Aussage gegen Aussage.

### Rocky
Die Figur Rocky wirkt, als sei sie zwiegespalten. Auf der einen Seite glaubt er Niklas Karls Taten sofort und hält diesen bei einer Schlägerei mit Niklas vom schlimmsten ab. Auf der anderen Seite lockt er Niklas in eine Falle und sagt bei der Polizei für Karl und damit gegen Niklas aus. Es wird im Roman angedeutet, dass Rocky von Karl zu diesen Taten gezwungen wird. Rocky wird als Mitläufer charakterisiert. Rocky ist aber auch unberechenbar da er immer wieder anderes ist.
Die Wahl des Namens "Rocky" könnte mit der englischen Bedeutung des Wortes zu tun haben (engl.: Rock-Stein). Diese deutet darauf hin, dass Rocky ein harter Kerl ist. Zudem kann der Name von der Musikrichtung Rock abstammen, die ebenfalls eine harte Sorte ist. Doch nichts deutet bei dem Namen auf Rockys positive Seite hin.

## Rezeption
Georg Sponholz schreibt in seiner Rezension: „Diese tragische Geschichte um einen Jungen, der von einem anderen Schüler systematisch fertiggemacht wird, ist kein leichter Stoff, fesselt den Leser aber bis zum Schluss. Boie, die als Lehrerin wahrscheinlich Zeuge derartiger Vorfälle wurde, beschreibt Niklas’ Gefühle, seine Verzweiflung und Angst, detailliert und voller Feingefühl. Dieses Buch ist ein echter Augenöffner.“

## Auszeichnungen
Im Jahr 2000 wurde Nicht Chicago. Nicht hier. in der Kategorie ‚Kinderbuch‘ für den Deutschen Jugendliteraturpreis nominiert. Köln hat das Buch als "Ein Buch für die Stadt 2008" ausgezeichnet.

## Referenzen
Der Jugendroman wird in dem literarischen Nachschlagewerk 1001 Kinder- und Jugendbücher – Lies uns, bevor Du erwachsen bist! für die Altersstufe 12+ Jahre empfohlen.

## Ausgaben
- Kirsten Boie: Nicht Chicago. Nicht hier. Verlag Friedrich Oetinger, Hamburg 1999, ISBN 978-3-789-13131-8.
- Kirsten Boie: Nicht Chicago. Nicht hier. dtv junior, München 2002, ISBN 978-3-423-70683-4 (Taschenbuchausgabe).